# Ellen Ochoa
Ellen Lauri Ochoa (* 10. Mai 1958 in Los Angeles, Bundesstaat Kalifornien, USA) ist eine ehemalige US-amerikanische Astronautin. 2013 übernahm sie die Leitung des Lyndon B. Johnson Space Center in Houston. 2020 wurde sie in die National Academy of Engineering gewählt. 2024 wurde sie durch Präsident Joe Biden mit der Presidential Medal of Freedom ausgezeichnet.

## Ausbildung
Ochoa erhielt 1980 einen Bachelor in Physik von der San Diego State University und 1981 einen Master sowie 1985 einen Doktor in Elektrotechnik von der Stanford University.

## Karriere bei der NASA
Ochoa arbeitete mehrere Jahre in der Forschung bei den Sandia National Laboratories und am Ames Research Center der NASA.

### Astronautentätigkeit
Ochoa wurde im Januar 1990 als Astronautenkandidatin ausgewählt. Am Johnson Space Center arbeitete sie nach ihrer Ausbildung zur Missionsspezialistin in verschiedenen Bereichen.

#### STS-56
Am 8. April 1993 startete Ochoa mit der Raumfähre Discovery zu ihrem ersten Flug ins All. Die neuntägige Mission mit der Bezeichnung ATLAS-2 (Atmospheric Laboratory for Applications and Science) erforschte die Zusammenhänge im Wechselspiel zwischen Sonne und Erdatmosphäre. Ochoa bediente den Roboterarm des Shuttles, um den SPARTAN-Satelliten, der die Sonnenkorona untersuchte, auszusetzen und wieder einzufangen.

#### STS-66
Ochoa war die Nutzlastkommandantin bei ihrer nächsten Mission auf der Raumfähre Atlantis. Die ATLAS-3-Mission setzte im November 1994 die Serie der Spacelab-Flüge zur Erforschung der Sonnenstrahlung und des Erdklimas fort. Ochoa setzte mit dem Shuttle-Roboterarm den CRISTA-SPAS-Satelliten aus und fing ihn nach acht Tagen freien Fluges wieder ein.

#### STS-96
Am 27. Mai 1999 flog Ochoa mit der Discovery zur Internationalen Raumstation (ISS). In Vorbereitung auf die erste Besatzung der ISS wurden vier Tonnen Versorgungsgüter und Bauteile zur Raumstation gebracht. Auf der zehntägigen Mission koordinierte Ochoa das Verladen der Güter und bediente auch den Roboterarm während des achtstündigen Außenbordeinsatzes.

#### STS-110
Ihren nächsten Besuch der ISS absolvierte Ochoa am 8. April 2002 mit der Raumfähre Atlantis. Missionsaufgabe war, das Gitterelement S0 zur Internationalen Raumstation (ISS) zu bringen und zu montieren. Zudem wurde der Mobile Transporter, der ein Teil des Mobile Servicing Systems ist, zur ISS gebracht. Insgesamt wurden vier Außenbordeinsätze durchgeführt, bei denen Ochoa den ISS-Roboterarm bediente, um das Gitterelement und ihre Kollegen im Weltraum zu bewegen.

### Managementfunktionen
Ab Dezember 2002 war Ellen Ochoa stellvertretende Leiterin der Abteilung Flight Crew Operations. Im Oktober 2006 stieg sie zur Leiterin dieser Abteilung auf und war somit zuständig für die Mannschaftseinteilung der Shuttleflüge. Im Oktober 2007, nach der Mission STS-120 wurde Ellen Ochoa als Nachfolgerin von Bob Cabana stellvertretende Leiterin des Lyndon B. Johnson Space Center in Houston. Nachdem der vorherige Leiter, Michael Lloyd Coats, Ende 2012 in den Ruhestand gegangen war, übernahm Ochoa bis zum 25. Mai 2018 als erste Frau die Leitung des Raumfahrtzentrums und ging dann in Rente.

## Privates
Ellen Ochoa ist verheiratet und hat zwei Kinder. Ihre Hobbys sind Musik (klassische Flöte), Volleyball und Fahrrad fahren.